# Долган, Эрвин
Эрвин «Янез» Долган (словен. Ervin "Janez" Dolhan,  13 апреля 1923 в Илирске-Бистрице - 2008) — югославский словенский политик и писатель, партизан Народно-освободительной войны Югославии.

## Биография
Окончил народную школу на родине. С 1937 года проживал в Любляне, стал учеником плотника и в 1939 году вступил в рабочий синдикат, начав работать в Словенском покраинском комитете Союза коммунистической молодёжи Югославии. Член коммунистической партии Словении с 1940 года, действовал подпольно в Прекмурье, в Доленьске и Нотрантьске. После нападения Германии на Королевство Югославия добровольцем отправился в Югославскую армию. После распада Югославии несколько раз встречался с Тоне Томшичем и с одобрения ЦК КП Словении в июне 1941 года отправился в Приморье, где быстро организовал местные комитеты в Пивке и Илирской-Бистрице вплоть до Риеки, после чего вернулся на родину и организовал первую партизанскую группу.
На пути на покраинскую конференцию приморских партизан Эрвин попал в засаду фашистов, был ранен и доставлен в Риекскую больницу. Осенью 1942 года Специальным судом в Риме был приговорён к 30 годам лишения свободы и отправлен в тюрьму Сан-Джиминьяно (итал. San Giminiano), откуда сбежал 10 января 1944 и присоединился к партизанскому подполью Бркини, где укрывались секретари Приморского областного комитета СКМЮ и Словенского покраинского комитета СКМЮ. После войны Долган работал инструктором ЦК КПС, с 1948 по 1958 годы работал в Приморье в Республиканском совете синдикатов, избирался в Народную Скупщину НР Словении, а также занимал ряд важных должностей. В 1947 году окончил Высшую партийную школу в Белграде.
Награждён рядом орденов и медалей. В 1965 году в Любляне вышла книга «Восстание югославских народов» (словен. Vstaja jugoslovanskih narodov), в которой были опубликованы его мемуары «Начала народно-освободительной войны в Приморье» (словен. Začetki narodoosvobodilne borbr v Primorju).